# پالی (ترانه نیروانا)
«پالی» (به انگلیسی: Polly) نام یکی از ترانه‌های گروه گرانج نیروانا است. «پالی» ترانهٔ ششم در آلبوم مهم نیست منتشر شده در سال ۱۹۹۱ است.
در ابتدا ترانه با تنظیم گرانج اجرا شده بود و قرار بود در سال ۱۹۸۹ به‌عنوان یکی از قطعات آلبوم Bleach منتشر شود. اما کرت کوبین به این نتیجه رسید که اجرای گرانج مناسب حال و هوای ترانه نیست و «پالی» را از لیست ترانه‌های Bleach حذف کرد. پس از انتشار نسخهٔ آکوستیک «پالی» در آلبوم مهم نیست، نسخهٔ گرانج آن در سال ۱۹۹۲ و در آلبوم برگزیده آثار گروه به نام زنا منتشر شد.
«پالی» تا زمان مرگ کوبین در سال ۱۹۹۴ یکی از ترانه‌های محبوب گروه برای اجرا بود. این ترانه همچنین تنها اثر ساخته شده با همکاری چد چنینگ در آلبوم مهم نیست به‌شمار می‌رود. او مدتی قبل از انتشار این آلبوم جایش را به دن پترز داد و از نیروانا جدا شد.

## دربارهٔ نام
طبق اطلاعاتی که در کتاب تاریخچهٔ نیروانا با نام «Come as You Are: The Story of Nirvana» آمده کرت کوبین ترانهٔ «پالی» را بر اساس یک ماجرای واقعی نوشته است.
ماجرا در سال ۱۹۸۷ و به این صورت اتفاق افتاده که دختر ۱۴ ساله‌ای در هنگام بازگشت از یک شوی پانک راک توسط شخصی به‌نام جرالد فرند ربوده می‌شود، توسط رباینده به او تجاوز می‌شود و به‌وسیلهٔ تیغ، تازیانهٔ چرمی، موم داغ و مشعل جوشکاری مورد شکنجه قرار می‌گیرد. در نهایت زمانی که جرالد فرند در پمپ بنزین توقف می‌کند دختر موفق می‌شود از داخل ماشین او بگریزد.
کوبین با الهام از این ماجرا سعی کرده به احساسات درونی و افکار زنی-به نام پالی- بپردازد که توسط یک متجاوز روانی ربوده شده و رباینده تصور می‌کند پالی از کارهایی که با او می‌شود خشنود است.

در سال ۱۹۹۲ و در پی ماجرایی که طی آن ۲ نفر در حالی که دختری را مورد تجاوز جنسی قرار داده بودند ترانه «پالی» را خوانده بودند، کرت کوبین متنی را در کتابچهٔ همراه آلبوم زنا منتشر کرد که در آن خطاب به هواداران گفته بود:
اگر هر کدام از شما به هر شکلی از همجنس‌گرایان، مردمانی از رنگ‌های مختلف یا زن‌ها تنفر دارد لطف کند و شرش را از سر ما کم کند... سال گذشته شنیدم که دو تلف‌کنندهٔ اسپرم و تخم در حالی که ترانهٔ ما را می‌خواندند به دختری تجاوز کرده بودند... من بعد از اینکه متوجه شدم چنین پلانکتون‌هایی در میان هواداران‌مان هستند. دوران سختی را گذراندم.